# NHK松本支局
NHK松本支局（エヌエイチケイまつもとしきょく）は、長野県松本市中央の信毎メディアガーデン内にあるNHK長野放送局傘下の支局。

## 概要

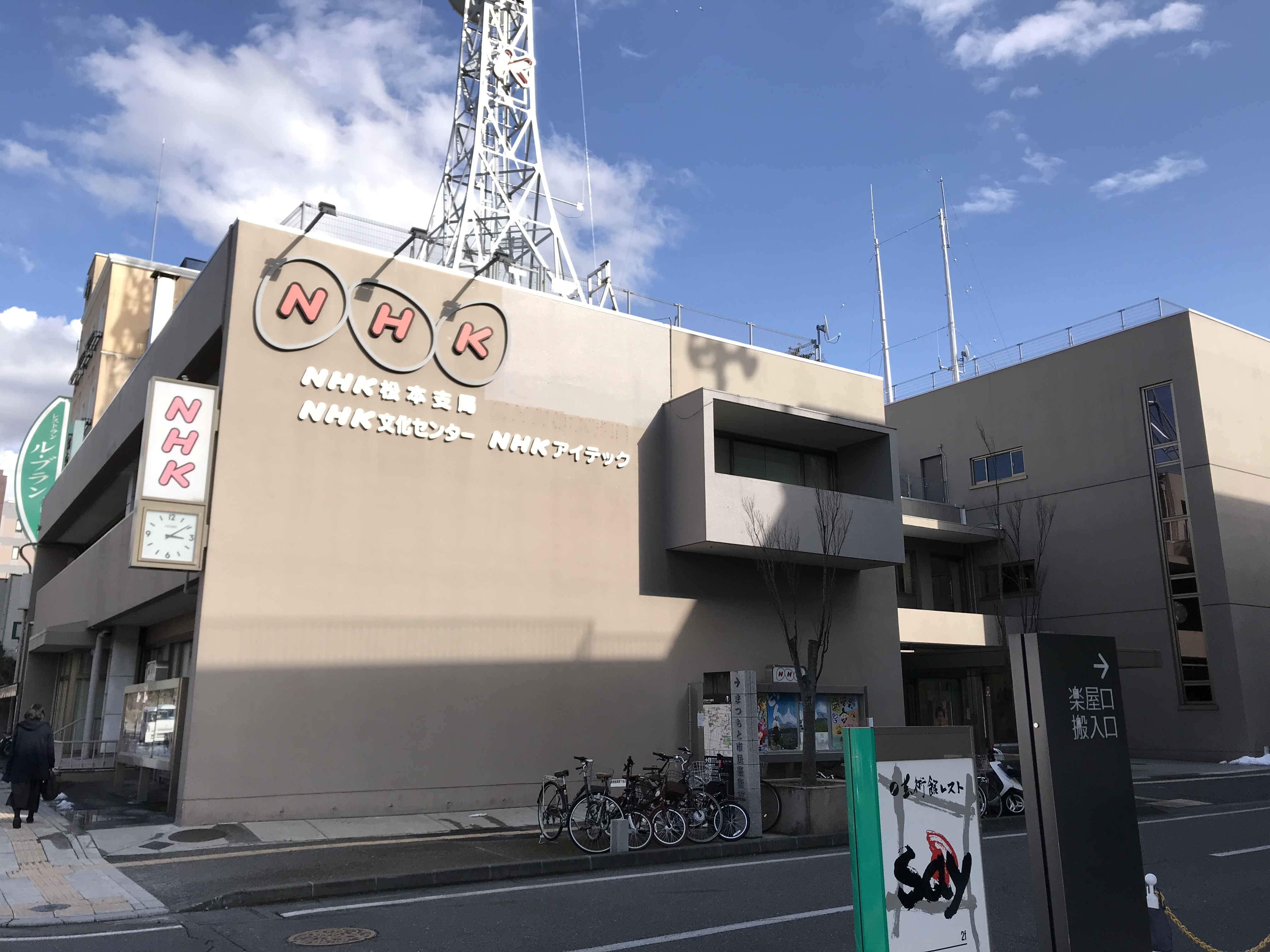
旧NHK松本支局（2018年3月）

1938年12月24日に開局した「NHK松本放送局」が前身。ラジオ第1を中心として独自番組も放送していたが、1988年に番組制作を行わない松本支局となった。
現在は主に長野県中南部を対象にニュース取材、受信料受領などを行っている。
1961年に落成した旧・松本放送会館は完成から62年が経過、老朽化のため2024年3月を以て閉館した。旧放送会館での最後の番組として、閉館翌月の4月26日 - 27日未明（26日深夜）に総合テレビの『今夜も生でさだまさし 歌もアルプス!松本ナイト!』の生放送が行われた。
2024年6月24日、移転先となる松本市中央にある免震構造の信毎メディアガーデン4階での業務を開始した。

## 所在地
- 〒390-8585 長野県松本市中央2-20-2 信毎メディアガーデン4階

## チャンネル・周波数
- 総合テレビ　デジタル28ch（ID：1）・アナログ44ch（2011年7月24日廃止）
- 教育テレビ　デジタル32ch（ID：2）・アナログ46ch（2011年7月24日廃止）
- ラジオ第1放送　 540kHz（旧コールサイン：JOSG→現在は呼出符号なし）
- ラジオ第2放送　1512kHz（旧コールサイン：JOSC→現在は呼出符号なし）
- FM放送　 84.8MHz